# Actebia balanitis
Actebia balanitis là một loài bướm đêm thuộc họ Noctuidae. Nó được tìm thấy ở đông bắc Alaska và miền tây Yukon phía đông đến phía đông miền trung Saskatchewan và phía bắc miền trung South Dakota, phía nam đến miền bắc Colorado và phía tây đến miền trung Washington và vùng nội địa khô của British Columbia.
Sải cánh dài 36–40 mm. Con trưởng thành bay từ tháng 6 đến tháng 8 tùy theo địa điểm. Có một lứa một năm.
Ấu trùng có thể ăn nhiều loại cỏ.